# شرکت آبجوسازی لون استار
شرکت آبجوسازی لون استار در ۱۸۸۴ میلادی تأسیس شده‌است و اولین کارخانه بزرگ آبجوسازی مکانیزه در تگزاس بوده. آدولفوس بوش، از بنیانگذاران انهایزر بوش، این کارخانه را به همراه گروهی از بازرگانان سن آنتونیو تأسیس کرد. ساختمان قلعه مانند این کارخانه که زمانی آبجوسازی بود، در حال حاضر موزه هنر سن آنتونیو را در خود جای داده‌است. آبجو «لون استار» همواره برند اصلی این شرکت بوده. این آبجو هنوز به عنوان "آبجو ملی تگزاس" به بازار عرضه می‌شود. نام «لون استار» اکنون متعلق به شرکت آبجوسازی پپست است. تولید «لون استار» در حال حاضر با شرکت آبجوسازی میلر در فورت ورث قرارداد بسته شده‌است. نام Lone Star در فیلیپین تحت مجوز ایژیا بریوری برای نام تجاری آبجو سبک استفاده می‌شود.

## در فرهنگ عامه

### تلویزیون
- به دلیل شباهت‌ها، آبجو آلامو که در سریال تلویزیونی پادشاه تپه تصویر می‌شود، تصور می‌شود که ادای چشمکی به ستاره تنها باشد.
- در سری ۲، قسمت ۲ سریال تلویزیونی بریتانیایی اسکینز، میشل پیراهنی با آرم شرکت می‌پوشد.
- جی آر یوینگ در یک بار با یک بطری Lone Star در فصل ۱۲، قسمت ۲۰ (در ابتدا در ۳۱ مارس ۱۹۸۹ پخش شد) دالاس دیده می‌شود.
- آبجو لون استار تضمین کننده برنامه موسیقی PBS آستین سیتی لیمیتز از سال ۱۹۷۶ تا ۱۹۸۳ (فصل‌های ۱–۸) بود.
- همچنین در قسمت اول فصل سوم و هجدهمین قسمت از فصل هفتم تئوری بیگ بنگ نیز حضور دارد.
- آبجو لون استار مورد علاقه جورج کوپر، پدر (با بازی لنس باربر)، در شلدون جوان، برنامه اسپین آف تئوری بیگ بنگ است که در سال ۲۰۱۷ به نمایش درآمد.
- کارآگاه «راست کوهل» با بازی متیو مک کانهی در طول مصاحبه خود در کارگاه حقیقی یک بسته شش‌گانه می‌نوشد. آبجو همچنین در طول فصل اول بارها دیده می‌شود.
- کارتر و دوستانش در حال نوشیدن آبجو ستاره تنها در قسمت سوم سریالدر جستجوی کارتر دیده می‌شوند.
- این آبجو همچنین تقریباً در تمام صحنه‌های بار فصل ششم روانکاو دیده می‌شود.
- این آبجو انتخابی برای تیم ریگینز در شب جمعه ان بی سی است.
- ستاره تنها یکی از آبجوهای منتخب جو باب بریگز مجری ترسناک در بسیاری از برنامه‌هایش است.

### تئاتر
- آبجو ستاره تنها موضوع اصلی نمایشنامه تک پرده ستاره تنها اثر جیمز مک لور است.

### فیلم
- آبجو ستاره تنها به‌طور برجسته در فیلم کابوی شهری محصول هوستون محصول ۱۹۸۰ به نمایش درآمد.
- آبجو در صحنه ناهار خوری فیلم سال ۱۹۸۲، سیکس پک نمایش داده می‌شود.
- آبجو همچنین در فیلم «تأثیر عمیق» در صحنه بار نشان داده می‌شود که خدمه Messias در حال نوشیدن نوشیدنی هستند.
- در فیلم بیوگرافی آمریکایی تیرانداز از خفا در سال ۲۰۱۴، کریس کایل و برادرش در حال نوشیدن ستاره تنها و یک جعبه آبجو در کنار تلویزیون نشان داده می‌شوند.
- در فیلم ۲۰۱۶ هر کی یک چیزی می‌خواد!، آبجو لون استار ارجاع داده شده و مرتباً دیده می‌شود. آبجو لون استار در فیلم گالوستون ۲۰۱۸ با بازی بن فاستر نیز دیده می‌شود.

### موسیقی
- کریستین کین بازیگر و خواننده-ترانه‌سرا-بازیگر کانتری در آهنگ «ساخت آمریکایی» به Lone Star Beer اشاره می‌کند.
- خواننده کانتری وایتی مورگان در آهنگ سال ۲۰۰۹ خود «بیوک سیتی» به آبجو ستاره تنها اشاره می‌کند.
- گروه چارلی دانیلز در آهنگ خود «تگزاس» به آبجو ستاره تنها اشاره می‌کند.
- آهنگ «بزرگراه آماریلو» (با اجرای رابرت ارل کین، در میان دیگران) به یک «تنه پر از آبجو مروارید و ستاره تنها» اشاره دارد.
- آهنگ ۱۹۷۵ اد و پتسی بروس «مامانا، اجازه ندهید بچه‌های شما بزرگ شوند تا کابوی شوند» (آهنگی که توسط وایلون جنگینیز و ویلی نلسون معروف شد) به «سگک‌های کمربند ستاره‌ای تنها (لون استار) و لیوایز کم‌رنگ قدیمی» به عنوان متعلقات اشاره می‌کند.[۱]
- پت گرین خواننده و ترانه‌سرای موسیقی کانتری به آبجوی لون استار در آهنگ خود "بیا شروع کنیم" اشاره می‌کند، و می‌خواند، "آبجوی لون استار شفابخش من است. "
- آبجو در آهنگ جانی پی چک "۱۱ ماه و ۲۹ روز" اشاره شده‌است. اشعار عبارتند از: "ستاره تنها را سرد نگه دارید، زمین رقص داغ تا زمانی که من رفته‌ام".
- در آهنگ دیوید آلن کو "اسپات لایت" جمله‌ای وجود دارد که می‌گوید "به آبجو ستاره تنها بگو که من خشک شده‌ام".

## تصاویر
- 1884 Lone Star Brewery, 200 West Jones Avenue, San Antonio, TX
- 1933 Lone Star Brewery, 600 Lone Star Boulevard, San Antonio, TX
- Lone Star Beer Bottle